# Elijah Hall
Elijah Hall-Thompson (né le 22 août 1994 à Katy) est un athlète américain, spécialiste des épreuves de sprint.

## Biographie
Le 10 mars 2018, lors des championnats NCAA en salle à College Station, Elijah Hall-Thompson établit la deuxième meilleure performance de tous les temps sur 200 m en salle en établissant le temps de 20 s 02, nouveau record d'Amérique du Nord, d'Amérique centrale et des Caraïbes en salle, à 9/100e de seconde du record du monde en salle du Namibien Frank Fredericks. Il remporte le titre universitaire du 200 m après s'être également imposé sur 60 m.
Il remporte la médaille d'argent du relais 4 × 100 m des championnats du monde 2022, à Eugene, derrière le Canada.

## Records
| Épreuve   | Épreuve | Temps               | Lieu            | Date         |
| --------- | ------- | ------------------- | --------------- | ------------ |
| Plein air | 100 m   | 9 s 90 (+ 1,8 m/s)  | Eugene          | 24 juin 2022 |
| Plein air | 200 m   | 20 s 11 (+ 1,6 m/s) | Austin          | 31 mars 2018 |
| Salle     | 60 m    | 6 s 52              | College Station | 10 mars 2018 |
| Salle     | 200 m   | 20 s 02 (AR)        | College Station | 10 mars 2018 |